# Steven Kruijswijk
Steven Kruijswijk (Nuenen, Brabant del Nord, 7 de juny de 1987) és un ciclista neerlandès, professional des del 2006. Actualment corre a l'equip Team LottoNL-Jumbo.

## Biografia
Després de tres temporades a l'equip Rabobank Continental, en el qual aconseguí la victòria al campionat nacional sub-23 de 2009, el 2010 firmà per l'equip ProTour, el Rabobank ProTeam. Aquell mateix any participa en la seva primera gran volta, el Giro d'Itàlia, en què acabà el 18è.
El 2011, tornà a disputar la cursa rosa, finalitzant en una meritòria 9a posició final, i poc després aconseguí la seva primera victòria com a professional, en guanyar una etapa de la Volta a Suïssa. El 2014 aconseguí la seva primera victòria en la general d'una cursa per etapes, en guanyar l'Arctic Race of Norway.

## Palmarès
- 2009
  -  Campió dels Països Baixos sub-23 en ruta
- 2011
  - Vencedor d'una etapa de la Volta a Suïssa
- 2014
  - 1r a l'Arctic Race of Norway

### Resultats al Tour de França
- 2012. 33è de la classificació general
- 2014. 15è de la classificació general
- 2015. 21è de la classificació general
- 2018. 5è de la classificació general
- 2019. 3r de la classificació general
- 2021. Abandona (17a etapa)
- 2022. Abandona (15a etapa)

### Resultats al Giro d'Itàlia
- 2010. 18è de la classificació general
- 2011. 9è de la classificació general
- 2013. 26è de la classificació general
- 2014. Abandona (9a etapa)
- 2015. 7è de la classificació general
- 2016. 4t de la classificació general.  Porta el Mallot rosa durant 5 etapes
- 2017. No surt (20a etapa)
- 2020. No surt (10a etapa)

### Resultats a la Volta a Espanya
- 2011. 41è de la classificació general
- 2016. No surt (6a etapa)
- 2017. 9è de la classificació general
- 2018. 4t de la classificació general
- 2019. Abandona (4a etapa)